# Smiřično (tvrz)
Smiřično je zaniklá tvrz na území dnešní obce Mříčná v okrese Jičín ve Královéhradeckém kraji. Nachází se poblíž soutoku říčky Buranky a Mříčenského potoka nedaleko od mříčenského koupaliště. Dochované tvrziště je chráněno jako kulturní památka. Druhým vrchnostenským sídlem ve vsi bývalo tzv. jižní tvrziště.

## Historie
První zmínka o vsi Smiřično je z roku 1356, kdy se připomínají Jan a Oldřich ze Smiřična. Dále se pak počátkem 15. století připomíná Jan Tichava ze Smřečna. Poté tvrz patřila pánům z Pecky a později Valdštejnům.
V roce 1439 je na tvrzi připomínán Jan z Valdštejna a ze Smříčna, na kterého převedl Václav z Pecky své právo k polovin podacího práva ke mříčenskému kostelu. Felix z Valdštejna a ze Smiřična vlastnil do své smrti před rokem 1476 kundratické panství. Po něm získal ves i s tvrzí Jindřich z Valdštejna a ze Štěpanic, který statek připojil ke jilemnickému panství. Tvrz byla brzy poté opuštěna. Roku 1492, při dělení štěpanického panství, už nebyla zmíněna.

## Popis
Tvrziště typu motte se nachází v severní části obce Mříčná za koupalištěm. Je tvořeno oválným, zhruba dva metry vysokým zatravněným pahorkem.